# 31 Cephei
31 Cephei är en gulvit jätte i stjärnbilden Cepheus. 31 Cep har visuell magnitud +5,06 och är synlig vid för blotta ögat vid någorlunda god seeing. Den ligger på ett avstånd av ungefär 180 ljusår.